# ツォウ族

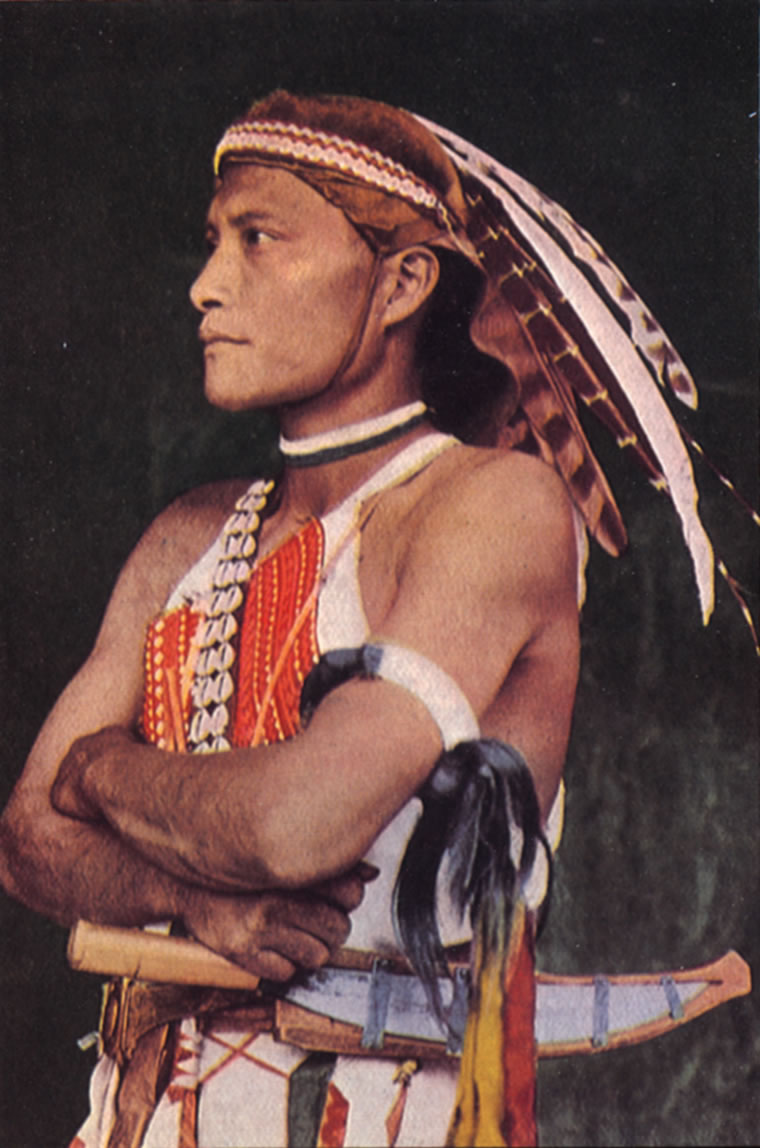
正装したツォウ族の青年(1945年以前)

ツォウ族（ツォウぞく、鄒族、Cou, Tsou）は、台湾原住民の一つ。南投県、嘉義県、高雄県に7,116人（1998年 内政部統計）が分布している。
ツォウ族の人々が新高山（現・玉山）ツォウ語でパトゥンクオヌ一帯に住んでいることから、日本の文化人類学者鳥居龍蔵によって新高族と名付けられた。

## 分布
広い意味での「ツォウ族」は、南ツォウ群と北ツォウ群に分類される。南ツォウ群は「カナカナブ（Kanakanabu、卡那卡那富）」群と「サアロア（Saaroa、Hla'alua、沙阿魯阿）」群、北ツォウ群は「阿里山ツォウ」群とそれぞれ称され、「トフヤ（特富野）」、「タッパン（達邦）」、「イムツ（伊姆諸）」、「ロフト（魯富都）」社が存在していた。しかしイムツ社とロトフ社は20世紀初頭の伝染病の流行により部落の首長が絶嗣したことで廃社となっている。阿里山ツォウ群は現在8村落が存在し、来吉村、里佳、楽野はトフヤ社に、新美、茶山、山美、里佳附はタッパン社に属している。
カナカナブ族とサアロア族は、日本人の研究者によりツォウ族の一支族と位置づけられ、戦後の台湾の政策でもその枠組みが踏襲されていたが、文化や言語、歴史的な経緯などの違いがあることから、当事者がそれぞれ運動して、2014年にそれぞれ別個の民族として認定されることになった。

## 社会組織
ツォウ族人の社会はクバ（kuba）と称される男子会所を中心とした厳格な父系社会である。各氏族の長老による村落全体の問題を解決する合議制が採用され、同時に頭目が実務を担当する社会構成となっている。
- 頭目：世襲される実務担当
- 征帥：戦争や猟首の際の指揮官。一般には頭目が兼任するが、戦争が頻発した際には複数の征帥が任命される
- 勇士：戦場において特に功績のあった族人を称す

## 祭祀
- マヤスビ祭
- 播種祭
- 小米収穫祭
- 戦祭

これらの祭祀で唄われる伝統的な合唱は荘厳なものである。
昭和10年代に台湾原住民の伝統音楽を調査した日本人音楽学者黒澤隆朝は、
「黒人霊歌にも匹敵する」と絶賛している。
現代、「エホイ」「ホメヤヤ」「ミヨメ」などの伝統的合唱は、CDに採録されて販売され、日本国内でも入手可能。
日本の作曲家・清水脩は、ツォウ族の伝統音楽をもとに混声合唱曲「台湾ツウオ族の歌」を作曲した。

## 始祖伝説と日本人
伝説は、ツォウ族の起源をこう伝える。
「人類の祖先(ニヴヌという女神)が、玉山の山頂に降り立った。その後で大洪水が起きたが、玉山にいた人たちや動物は生き残り、台湾各地に移り住んだ。ある兄弟は別れる際に弓を二つに分けてそれぞれ持って別れ、弟は南西の山麓へ降り、兄は北東へ旅立って「マーヤ」というものになった」。
後に日本統治時代を迎え、「北東」の方角から渡来し、自分たちとよく似た顔立ちを持つ日本人を、ツォウ族は兄の系統の「マーヤが帰ってきた」と見なした。その関係からか、ツォウ族は早々と「帰順」し、以降も対日感情は大変に良好だった。
台湾原住民の言葉では、大抵日本人を「リポン」と呼ぶが、ツォウ語では現在でも「マーヤ」と呼ぶ。音楽学者の黒澤隆朝は、ツォウ族の村でのフィールド調査の際、上記の伝説をモチーフとした歌を採録している。